# Ястарня (гміна)
Гміна Ястарня (пол. Gmina Jastarnia) — місько-сільська гміна у північній Польщі. Належить до Пуцького повіту Поморського воєводства. Утворена 1 січня 2017 року.